# Unforgotten
Ne doit pas être confondu avec Unforgettable (série télévisée).
Unforgotten : Le Passé déterré (Unforgotten) est une série télévisée policière britannique créée et écrite par Chris Lang, et diffusée depuis le 8 octobre 2015 sur ITV.
En France, la série est diffusée en novembre 2016 sur France 3. Elle reste inédite dans les autres pays francophones.

## Synopsis
Les enquêtes de l’inspectrice chef Cassie Stuart et de l'inspecteur principal Sunil Khan.

## Distribution
- Nicola Walker (VF : Françoise Cadol) : l'inspecteur-chef Cassandra « Cassie » Stuart
- Sanjeev Bhaskar (VF : Arnaud Bedouët) : l'inspecteur principal Sunil « Sunny » Khan
- Lewis Reeves (en) (VF : Stanislas Forlani) : l'agent Jake Collier
- Jordan Long (VF : Frédéric Pulcini) : le sergent Murray Boulting
- Peter Egan (VF : Philippe Ariotti) : Martin Hughes
- Hiten Patel : l'agent Patel
- Jassa Ahluwalia (en) (VF : Martin Faliu) : Adam Stuart

### Saison 1
- Bernard Hill (VF : Georges Claisse) : le Père Robert Greaves
- Tom Courtenay (VF : Richard Leblond) : Eric Slater
- Trevor Eve (VF : Michel Papineschi) : Sir Phillip Cross
- Ruth Sheen (VF : Martine Meirhaeghe) : Lizzie Wilton
- Gemma Jones (VF : Véronique Rivière) : Claire Slater
- Harley Sylvester : Jimmy Sullivan
- Frances Tomelty (en) (VF : Geneviève Lemeur) : Maureen Sullivan
- Cherie Lunghi (VF : Véronique Augereau) : Shirley Cross
- Hannah Gordon (en) (VF : Claudine Delvaux) : Grace Greaves
- Brian Bovell : Ray Wilton
- Claire Goose (en) (VF : Marianne Leroux) : Ellie Greaves
- Tamzin Malleson (en) (VF : Delphine Braillon) : Caroline Greaves
- Zoe Telford (VF : Hélène Bizot) : Bella Cross
- Tom Austen (VF : Jean-Rémi Tichit) : Josh Cross
- Dominic Power (en) (VF : Julien Lucas) : Les Slater
- Adam Astill (en) : Matt Slater
- Jonathan Harden (en) : Sean Rawlins
- Tessa Peake-Jones : Sheila
- Ade Oyefeso (VF : Jean-Michel Vaubien) : Curtis

### Saison 2
- Carolina Main (en) (VF : Anne Tilloy) : l'agent Fran Lingley
- Mark Bonnar (VF : Vincent de Boüard) : Colin Osborne
- Badria Timimi (VF : Ivana Coppola) : Sara Mahmoud
- Will Brown (VF : Paolo Domingo) : Jason Walker
- Lorraine Ashbourne (VF : Colette Nucci) : l'inspecteur Tessa Nixon
- Rosie Cavaliero (en) (VF : Maïté Monceau) : Marion Kelsey
- Adeel Akhtar (VF : Renaud Marx) : Hassan Mahmoud
- Charlie Condou (en) (VF : Nicolas Djermag) : Simon
- Amy-Jayne Leigh : Flo
- Nigel Lindsay (en) (VF : Éric Aubrahn) : Tony Kelsey
- Alan Asaad : Yousef Mahmoud
- Amir Mime : Ahmed Mahmoud
- Yusuf Hofri : Mustafa

### Saison 3
- James Fleet (VF : Gabriel Le Doze) : Chris Lowe
- Alex Jennings (VF : Bernard Bollet) : Tim Finch
- Kevin McNally (VF : Achille Orsoni) : James Hollis
- Neil Morrissey (en) (VF : Vincent Violette) : Peter Carr
- Sasha Behar (en) (VF : Catherine Artigala) : Jamila Faruk
- Emma Fielding (en) (VF : Ariane Deviègue) : Amy Hollis
- Indra Ové (VF : Chantal Baroin) : Maria Carr
- Amanda Root : Carol Finch
- Sara Stewart (VF : Catherine Davenier) : Mel Hollis
- Bronagh Waugh (VF : Myrtille Bakouche) : Jessica Reid
- Bríd Brennan (en) (VF : Françoise Rigal) : Suzanne Reid
- Alastair Mackenzie (VF : Philippe Valmont) : l'ex-inspecteur John Bentley
- Tom Rhys Harries (VF : Mathias Timsit) : Eliot Hollis
- Siobhan Redmond (en) (VF : Béatrice Delfe) : Derran Finch
- Lucinda Dryzek (VF : Justine Berger) : Claire Finch
- Jo Herbert (VF : Diane Kristanek) : Emma Finch
- Ash Rizi : Dr Walsh

- Version française
  - Studio de doublage : Nice Fellow[2]
  - Direction artistique : Roland Timsit
  - Adaptation : Stéphane Salvetti, Catherine Lorans et Cécile Favre

## Production

### Saison 1 (2015)
Le tournage de la première saison a débuté en mars 2015 sous la direction d'Andy Wilson (en), scénarios de Chris Lang et a duré douze semaines. Liverpool, la banlieue de Londres, Kingston upon Thames, la côte de l’Essex, Westminster et les Fens ont été utilisés pour les tournages.

### Saison 2 (2017)
Après le succès inattendu de la première saison, ITV a commandé une deuxième saison. Elle a été tournée sur la rivière Lea à Londres, dans les Cotswolds et le long de la promenade du front de mer à Brighton.

### Saison 3 (2018)
Une troisième commande de saison a été annoncée le 2 mars 2017, après de solides chiffres d'audience. Les tournages ont été effectués principalement à Lymington (qui remplace la ville fictive de Middenham et son estuaire), Uxbridge, Amersham, le quartier de Clifton, le Pont suspendu de Clifton, au domaine d'Ashton Court à Bristol, dans les quartiers d'Ealing et d'Holborn à Londres, ainsi qu'à King's Lynn et Hunstanton dans le comté de Norfolk.
Un manoir vide dans le domaine Bulstrode Park dans le Buckinghamshire a servi de cadre au poste de police et au laboratoire. Sept semaines seulement après la fin du tournage, la troisième saison a commencé à être diffusée au Royaume-Uni le 15 juillet 2018.

### Saison 4 (2021)
Après qu'ITV a diffusé sa troisième saison à l'été 2018, le diffuseur a annoncé la production d'une quatrième saison pour 2019. Chris Lang a raconté ce qui suit au podcast de MASTERPIECE Studio à propos de la quatrième saison : « La quatrième saison portera sur nos relations avec la police. Je pense que si je devais la décrire, je dirais que c'est à la fois une lettre d'amour et un « J'accuse…! », qui reflète encore cette relation légèrement conflictuelle que beaucoup d’entre nous entretenons avec la police. J'espère que c'est principalement une lettre d'amour. C'est donc ce dont il s'agit. Et, bien sûr, retrace la vie de quatre personnes, deux hommes et deux femmes, et suit Sunny et Cassie dans leur périple également ».

## Épisodes

### Première saison (2015)
La première saison se concentre sur le meurtre de James « Jimmy » Sullivan, âgé de 17 ans, disparu en 1976. Ses restes sont découverts lors de la démolition d'une maison au nord de Londres.
Des ouvriers découvrent un squelette humain dans la cave d'un immeuble en démolition. Sans le moindre élément au départ, l'inspectrice Cassie Stuart et son adjoint Sunil Khan parviennent à dater et identifier la victime grâce à une clef de contact : il s'agit de Jimmy Sullivan, un jeune métis dont la mère vivant dans le nord de l'Angleterre est sans nouvelle depuis 1976, quelques mois après son installation à Londres. L'agenda du jeune homme permet d'identifier quelques personnes de son entourage : le Père Robert Greaves, pasteur d'une paroisse aux difficultés financières chroniques, Eric Slater, un ancien comptable en chaise roulante, Sir Phillip Cross, un homme d'affaires évoluant dans les hautes sphères du pouvoir et Lizzie Wilton, une femme modeste qui essaie d'aider les jeunes de son quartier défavorisé. Aucune de ces personnes ne semble encline à se souvenir de Jimmy.
Les épisodes, sans titres, sont numérotés de un à six.

### Deuxième saison (2017)
La deuxième saison fait suite au meurtre de David Walker, un consultant du parti conservateur, porté disparu en 1990. Ses restes saponifiés sont retrouvés dans une valise enterrée dans la rivière Lea.
Les 17 et 25 mai 2018, France 3 diffuse, en deux soirées, les six épisodes de cette seconde saison.
Les épisodes, sans titres, sont numérotés de un à six.

### Troisième saison (2018)
La troisième saison étudie le meurtre d'une écolière Hayley Reid, disparue d'une station balnéaire le jour de l'an 2000. Son squelette est découvert dix-huit ans après, par des ouvriers réparant le terre-plein central de l'autoroute M1 à Londres.
Les 21 et 28 avril 2019, France 3 diffuse, en deux soirées, les six épisodes de cette troisième saison.
Les épisodes, sans titres, sont numérotés de un à six.

### Quatrième saison (2021)
La quatrième saison, composée de six épisodes, est diffusée entre le 22 février et le 23 mars 2021 au Royaume-Uni.
En Belgique, elle a été diffusée en 2023 sur la RTBF.
Les épisodes, sans titres, sont numérotés de un à six.

### Cinquième saison (2023)
Elle a été diffusée du 27 février au 3 avril 2023.